# Kirche Bosserode

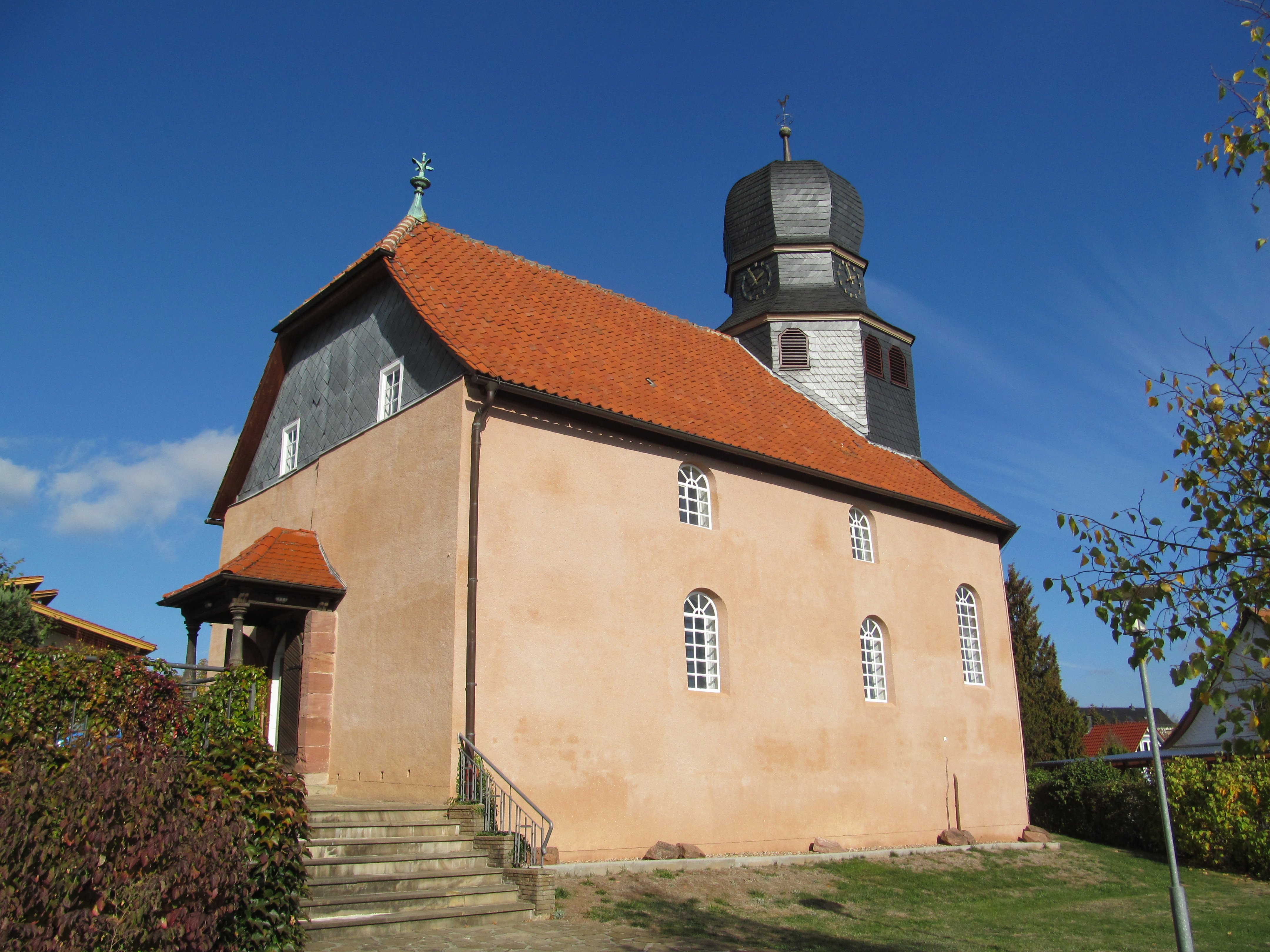
Kirche Bosserode

Die evangelisch-unierte Kirche Bosserode steht in Bosserode, einem Ortsteil der Gemeinde Wildeck im Landkreis Hersfeld-Rotenburg in Hessen. Die Kirche gehört zur Martin-Luther-Kirchengemeinde Wildeck 1 im Kirchenkreis Hersfeld-Rotenburg im Sprengel Hanau-Hersfeld der Evangelischen Kirche von Kurhessen-Waldeck.

## Beschreibung
Die heutige Saalkirche wurde 1699 auf den Grundmauern des im Dreißigjährigen Krieg abgebrannten Vorgängerbaus errichtet. An das Kirchenschiff schließt sich im Osten ein gleichbreiter, dreiseitig abgeschlossener Chor an. Aus dem Satteldach, das im Westen einen Krüppelwalm hat, erhebt sich im Osten ein achtseitiger, schiefergedeckter, mit einer Haube bedeckter Dachreiter. Das kassettierte Tonnengewölbe und die Emporen wurden 1896 nach einem Entwurf von Gustav Schönermark eingebaut.
Zur Kirchenausstattung gehört ein um 1480 entstandener Schreinsaltar. Die Seitenflügel sind innen mit Heiligen und Szenen aus der Kindheit Christi bemalt. Im geschlossenen Zustand ist eine gemalte Pietà mit Leidenswerkzeugen zu sehen. Im Schrein befindet sich eine geschnitzte Pietà, auf deren Sockel Propheten ins Relief gebracht sind. 
Das Kruzifix stammt aus dem 15. Jahrhundert, das Taufbecken ist von 1619 und die Kanzel von 1699. Die Orgel stammt aus dem Jahr 1897. Sie wurde zuletzt 1993 erneuert und mit neuen Orgelpfeifen versehen.